# Holothuria grisea

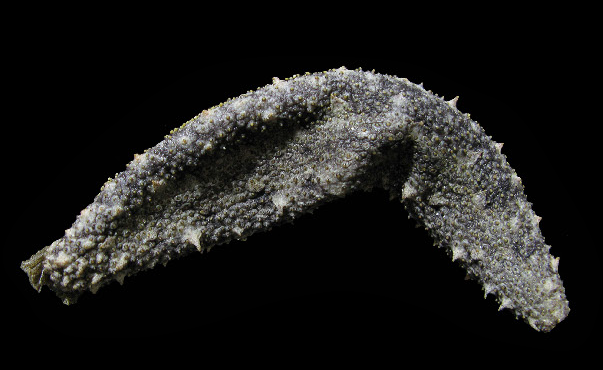

Holothuria grisea is een zeekomkommer uit de familie Holothuriidae komt voor in de ondiepe tropische wateren van de Atlantische Oceaan van Florida tot Zuid-Brazilië en West-Afrika.
De wetenschappelijke naam van de soort werd in 1867 gepubliceerd door Selenka.